# One I've Been Missing
One I've Been Missing è un singolo del girl group britannico Little Mix, pubblicato il 22 novembre 2019 su etichetta discografica RCA Records.

## Antefatti
Prima del singolo, le Little Mix avevano già pubblicato una versione natalizia di Love Me Like You nel 2015 e si erano esibite in cover di canzoni natalizie, come Christmas (Baby Please Come Home).

## Pubblicazione
Il brano è stato annunciato dal gruppo il 19 novembre 2019 tramite i social media.

## Video musicale
Il videoclip ufficiale è stato reso disponibile il 3 dicembre 2019.

## Tracce
1. One I've Been Missing – 3:12